# كوهي ماتسوموتو
كوهي ماتسوموتو (باليابانية: 松本 孝平) (31 يوليو 1994 في كاناغاوا في اليابان – )؛ هو لاعب كرة قدم سابق كان يلعب كمهاجم.

## وصلات خارجية
- كوهي ماتسوموتو على موقع رابطة كرة القدم اليابانية للمحترفين (اليابانية)
- كوهي ماتسوموتو على موقع قاعدة بيانات كرة القدم.إي يو (الإنجليزية)
- كوهي ماتسوموتو على موقع Soccerway.com (الإنجليزية)
- كوهي ماتسوموتو على موقع عالم كرة القدم.نت (الإنجليزية)